# Herzl Bodinger
Aluf Herzl Bodinger (hebrejsky: הרצל בודינגר, narozen 1943) je penzionovaný generál Izraelských obranných sil (IOS) a bývalý velitel Izraelského vojenského letectva. S pěti připsanými sestřely je letecké eso.
Narodil se na území britského mandátu Palestina a do IOS vstoupil v roce 1961. Dobrovolně nastoupil na leteckou akademii, stal se z něj bojový pilot a létal na letounech Mystère a Vautour. Během Šestidenní války byl pilot na letounu Vautour a zúčastnil se operace Moked, při níž byla napadena letiště v Iráku a Egyptu a došlo ke zničení deseti bombardérů Tupolev Tu-16 ještě na zemi. Během Jomkipurské války pilotoval letoun Mirage a sestřelil syrský MiG-17. Během poválečných konfliktů sestřelil syrský MiG-21 nad Libanonem. V letech 1992 až 1996 byl velitelem izraelského letectva.